# 3453 Dostoevsky
3453 Dostoevsky este un asteroid din centura principală, descoperit pe 27 septembrie 1981 de Liudmila Karacikina.